# 헝가리 펭괴

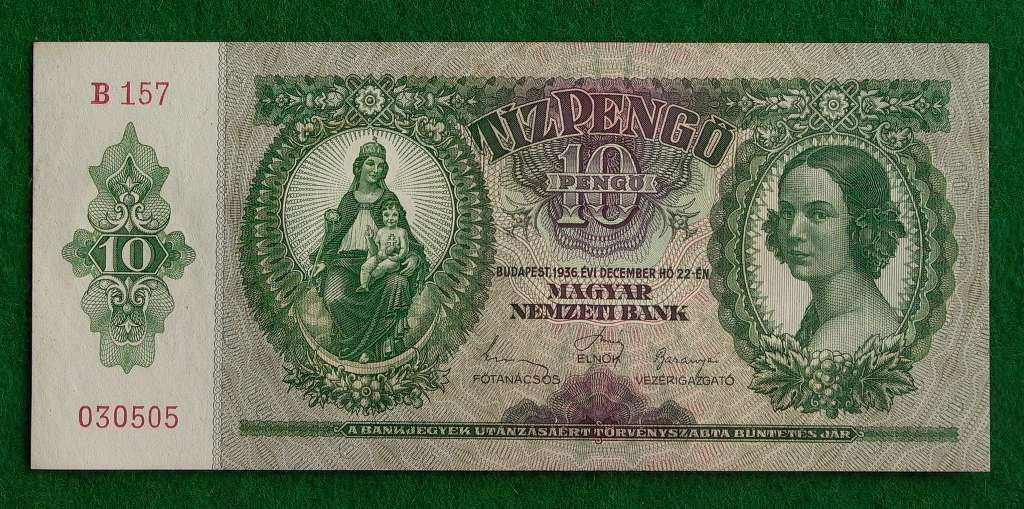
10 펭괴 지폐 (1936년)

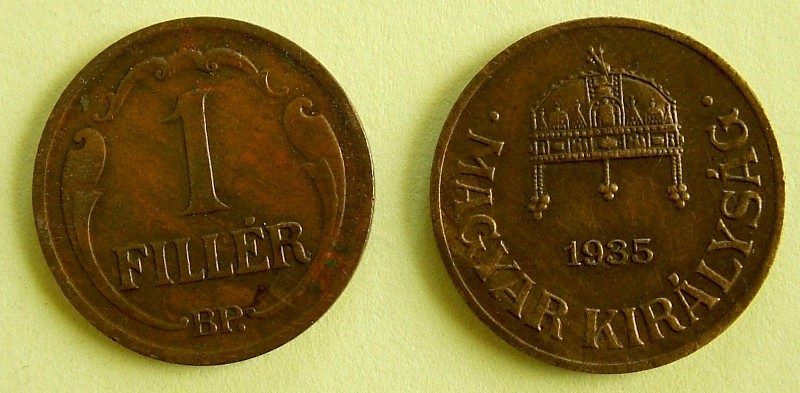
1 필레르 동전

펭괴(헝가리어: pengő)는 1927년 1월 21일부터 1946년 7월 31일까지 헝가리에서 쓰였던 통화이다. 초인플레이션을 겪었으며, 뒤에 포린트로 바뀌었다. 1 펭괴는 100 필레르(fillér)이다.
제1차 세계 대전 이후에 오스트리아-헝가리 크로네는 심한 인플레이션을 겪었다. 헝가리에서 새로운 통화 단위인 펭괴가 만들어졌는데, 1 펭괴는 12500 크로네 또는 금 1/3800 킬로그램에 해당되었다. 하지만 크로네와 달리 금으로 된 펭괴는 만들어지지 않았다.
제2차 세계 대전 이후로 펭괴의 가치는 떨어졌고 1해(1조의 1억배, 1020) 펭괴 지폐가 발행되었을 정도로 역사상 가장 심한 인플레이션을 겪었다. 10해(1조의 10억배, 1021) 펭괴 지폐도 발행되었지만 통용되지는 않았다. 1946년 1월 1일에 통화가치가 펭괴의 20해 배인 어도펭괴(adópengő)가 도입됐지만, 마찬가지로 인플레이션을 겪었다.
인플레이션을 정상화시키기 위해 헝가리는 1946년 8월 1일에 새 통화 단위인 포린트를 만들었다. 1 포린트는 40양(1경의 40조배, 4×1029) 펭괴, 또는 2억 어도펭괴에 교환되었다.

## 같이 보기
- 짐바브웨 달러